# Bonnay-Saint-Ythaire
Bonnay-Saint-Ythaire es una comuna nueva francesa situada en el departamento de Saona y Loira, de la región de Borgoña-Franco Condado.

## Historia
Fue creada el 1 de enero de 2023, en aplicación de una resolución del prefecto de Saona y Loira de 26 de julio de 2022 con la unión de las comunas de Bonnay y Saint-Ythaire, pasando a estar el ayuntamiento en la antigua comuna de Bonnay.

## Demografía
Según los datos aportados en la resolución del prefecto de Saona y Loira, la comuna se crea con 453 habitantes.

## Composición
| Comuna delegada | Código INSEE | Población (2020) | Superficie (km²) | Densidad (hab./km²) |
| --------------- | ------------ | ---------------- | ---------------- | ------------------- |
| Bonnay          | 71042        | 312              | 11.99            | 26                  |
| Saint-Ythaire   | 71492        | 127              | 9.3              | 14                  |